# Karakasa

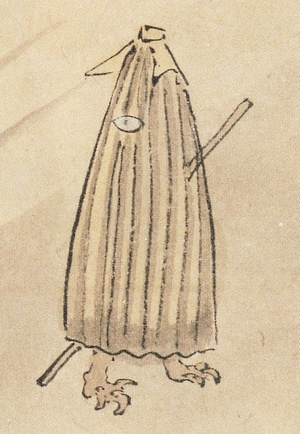
Un karaasa a due gambe in Hyakki Yagyo Zumaki di Enshin Kanō

I kasa-obake (傘おばけ?, lett. fantasma dell'ombrello), anche noti come kasa-bake (傘化け?), karakasa-obake (から傘おばけ?), karakasa-kozō (唐傘小僧?), o semplicemente karakasa (唐伞?), sono un tipo di tsukumogami, gli spiriti degli oggetti che al raggiungimento del secolo d'esistenza si animano, con le sembianze di un ombrello.

## Descrizione
Vengono in genere raffigurati con un solo occhio, una sola gamba e una bocca aperta da cui sporge una lunga lingua, di solito indossano un geta (下駄?), lo zoccolo di legno giapponese, abbinato ad abiti tradizionali come il kimono. Ma talvolta hanno anche due braccia o due occhi e, raramente, hanno anche due piedi. 
Nel Hyakki Yagyō Zumaki del periodo Muromachi, è rappresentato un Kasa-Obake, ma diverso dal loro solito aspetto, poiché in questo caso è semplicemente uno yōkai umanoide con un ombrello in testa. Dal periodo Edo in poi è stato ritratto con un solo occhio e una sola gamba; tra i molti spiriti raffigurati nel dipinto, solo il kasa-obake ha mantenuto una certa notorietà anche dopo la fine di questo periodo, e si dice che sia il tsukumogami più conosciuto.

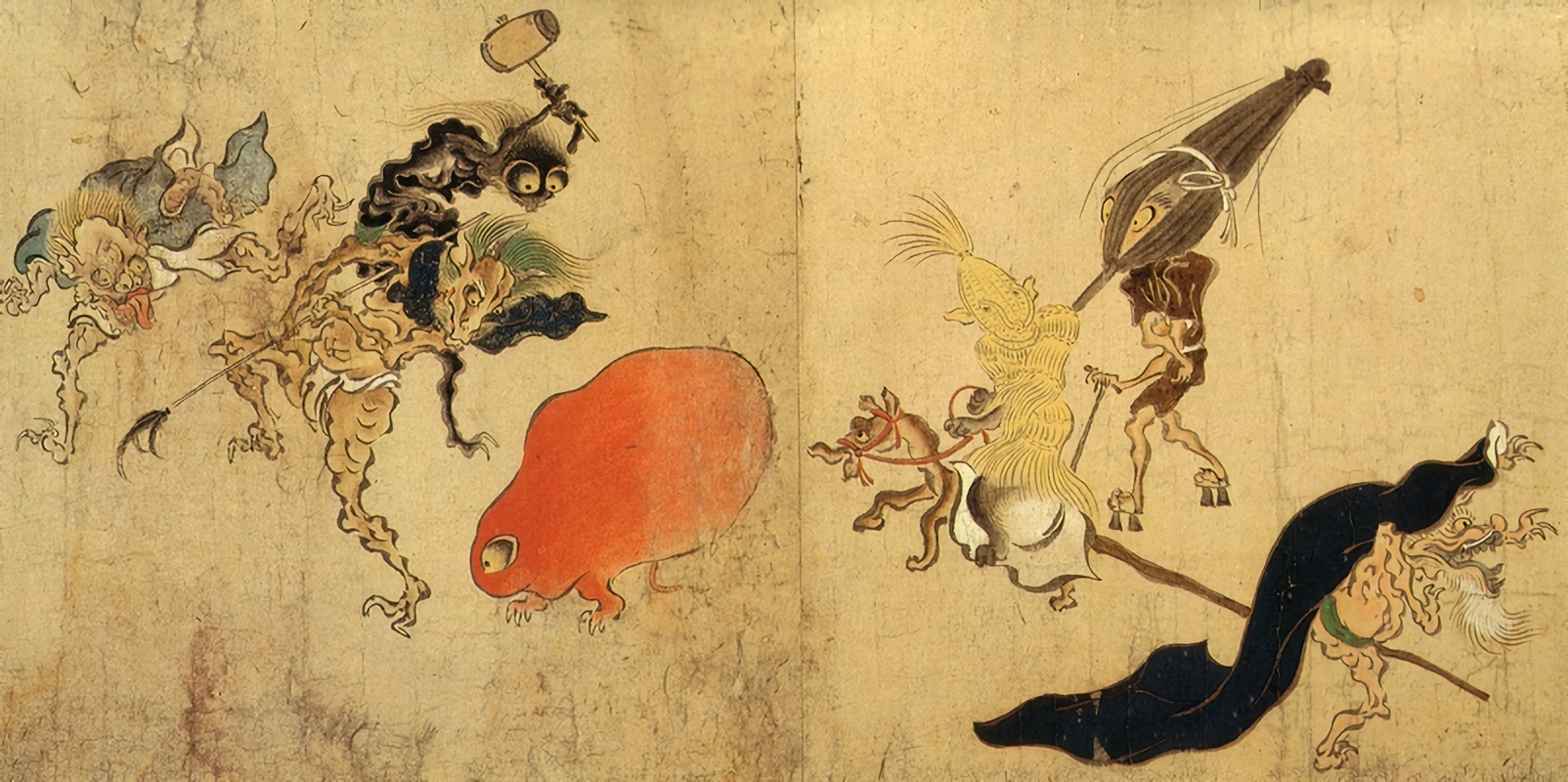
Hyakki Yagyō Emaki (百鬼夜行絵巻)

Nel Mukashi-banashi Yōkai Sugoroku (百種怪談妖物双六?) (1854 ca.), un gioco da tavolo tradizionale giapponese, è raffigurato un Kasa-Obake soprannominato Sagizaka no Ippon Ashi (鷺坂の一本足?, lett. "una gamba sola di Sagizaka").
Appare spesso in leggende e caricature, ma nonostante sia particolarmente noto, non compare in nessuna testimonianza oculare del folklore giapponese e non è chiaro che tipo di yōkai sia.. Non ci sono racconti popolari su questa creatura, quindi è considerato uno spirito che appare solo nelle storie inventate o che esiste solo nei dipinti. Si è ipotizzato che la sua figura fosse stata inventata nel periodo Edo, quando il Hyakumonogatari Kaidankai (百物語怪談会?, lett. insieme di cento racconti di fantasmi) cominciò a diventare popolare, nata dalla necessità dei narratori di raccontare nuove storie non ancora note alla comunità.
Dopo la guerra, è diventato un personaggio caratteristico degli obake (お化け?) e delle case infestate, ed è spesso utilizzato come soggetto per anime, manga e film che hanno come tema gli yōkai.